# Acer macounii
Acer macounii é uma espécie de árvore do gênero Acer, pertencente à família Aceraceae.